# تازة العليا
تازة العليا
وهي أحد طرفي مدينة تازة المنقسمة إلى قسمين وهما تازة العليا و التي تمثل المدينة القديمة والتي جائت منتصبة في أعلى الجبل و تازة السفلى و التي تمثل المدينة الجديدة ذات البناء الحديث و التي أسست في بداية القرن 20م

## تازة
تازة مدينة من أقدم المدن المغربية، تقع 100 كلم شمال شرق فاس. تعتبر مركز هام، نظرا لموقعها الجغرافي، شرق المغرب، كانت تعتبر عاصمة وأهم نقطة تحول من حكم لآخر ومن دولة لأخرى، إذ يستحيل السيطرة على المغرب دون التحكم في تازة. لعبت أدوارا مهمة في تاريخ المغرب، علميا، وجهادا ضد المستعمر، وعرفت مراحل صعود وتراجع. عدد سكان المدينة لسنة 2004 هو 139،686 نسمة.